# Devorà Ascarelli

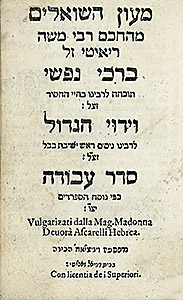
Libro italiano con traducción al italiano, por Devorà Ascarelli.

Devorà Ascarelli fue una poetisa judía nacida en Roma a mediados del siglo XVI. Mujer culta, tradujo en verso italiano la colección de poesías hebreas Mahon Hassoalim del rabino italiano Mosé da Rieti (1388 - c. 1466), libro que se publicó en Venecia (1602, 1609). Fue probablemente la primera mujer judía  cuyos libros salieron en prensa.
Hasta una fecha reciente, no se sabía que la poetisa Devora Ascarelli había nacido Devora Corcos, en una poderosa familia de judíos romanos de origen sefardí.  Su hermano, el banquero Lazaro Corcos alias Gregorio Boncompagni, adoptó, al convertirse en 1581, el nombre y el apellido del papa Gregorio XIII Boncompagni. Su padre, el banquero Salomone Corcos, le siguió en la conversión, tomando el nombre de Ugo Boncompagni. Debora Ascarelli, casada con Isaac Goioso y en segundas nupcias, con Joseph Ascarelli, madre de nueve hijas e hijos, no salto el paso hacia el bautismo, a pesar de la conversión de numerosos miembros de su familia, y del rapto y la conversión de sus cuatro hijos más jóvenes en noviembre de 1604.  